# Барон Маршал
Барон Маршал (англ. Baron Marshal) — дворянский титул в системе пэрства Англии, существовавший в 1309—1316 годах. В настоящее время титул находится в состоянии ожидания наследника.

## История
Титул барона Маршала связан с англо-нормандским родом Маршалов, известного с XII века. Самым известным представителем рода был Уильям Маршал, 1-й граф Пембрук, который прославился многочисленными победами на рыцарских турнирах. Он верно служил нескольким королям Англии, в награду за это он получил руку богатой английской наследницы и титул графа Пембрука. Старшим братом Уильяма был Джон II Маршал, сенешаль будущего короля Иоанна Безземельного (в бытность того графом Мортоном), который погиб во время мятежа графа Мортона против короля Ричарда I Львиное Сердце.
У Джона II остался незаконнорожденный сын Джон III Маршал, который выдвинулся благодаря поддержке дяди, Уильяма Маршала, и благосклонности короля Иоанна. Сохранив верность королю в Первой баронской войне, он получил немало пожалований, а также должность маршала Ирландии, ставшей наследственной. Кроме того Джон III женился на Алисе де Ри, дочери и наследнице Хьюберта IV де Ри из Хингэма (Хокеринг) в Восточной Англии, что принесло ему баронию Хокеринг.
Правнук Джона, Уильям II Маршал, феодальный барон Хингэма, имел владения, включавшие маноры Хингэм, Хокеринг и Бакстон в Норфолке и Аслагби в Линкольншире. В 1308 году он безуспешно претендовал на должность маршала Англии, принадлежавшую ранее главной ветви рода Маршалов. А 8 декабря 1309 года он был вызван в английский парламент в качестве 1-го барона Маршала.
Уильям погиб в 1314 году в битве при Бэннокберне. Его единственный сын Джон VI Маршал, унаследовавший все владения, в парламент никогда не вызывался, хотя и считается 2-м бароном Маршалом. Он умер 12 августа 1316, не оставив детей. Наследницей его владений стала сестра, Хафиза Маршал, которая вышла замуж за Роберт де Морли, 2-го барона Морли. Хотая она и её потомки имели права на титул барона Маршала, но они никогда на него официально не претендовали, поэтому титул в 1316 году перешёл в состояние ожидания наследника.

## Бароны Маршал
- 1309—1314: Уильям Маршал (29 сентября 1277 — 24 июня 1314), феодальный барон Хингэма и маршал Ирландии с 1282, 1-й барон Маршал с 1309[1][2].
- 1314—1316: Джон Маршал (1 августа 1292 — 12 августа 1316), 2-й барон Маршал и маршал Ирландии с 1314, сын предыдущего[1][2].